# 48424 Souchay
48424 Souchay è un asteroide della fascia principale. Scoperto nel 1988, presenta un'orbita caratterizzata da un semiasse maggiore pari a 2,8761693 UA e da un'eccentricità di 0,0541260, inclinata di 1,56764° rispetto all'eclittica.